# Dorot
Dorot (hebrejsky דּוֹרוֹת, doslova „Pokolení“, v oficiálním přepisu do angličtiny Dorot) je vesnice typu kibuc v Izraeli, v Jižním distriktu, v Oblastní radě Ša'ar ha-Negev.

## Geografie
Leží v nadmořské výšce 105 metrů na pomezí severního okraje pouště Negev a jižního okraje zemědělsky obdělávané pobřežní nížiny (Šefela). Západně od vesnice probíhá vádí Nachal Hoga, do kterého podél východní a severní strany vesnice ústí Nachal Dorot s přítoky Nachal Dov a Nachal Ruchama. Východně od kibucu se nachází pahorek Tel Šega. Jihozápadně od vesnice leží uměle vysázený les Ja'ar Dorot.
Obec se nachází 18 kilometrů od břehu Středozemního moře, cca 64 kilometrů jihojihozápadně od centra Tel Avivu, cca 64 kilometrů jihozápadně od historického jádra Jeruzalému a 4 kilometry východně od města Sderot. Dorot obývají Židé, přičemž osídlení v tomto regionu je etnicky převážně židovské. 9 kilometrů západním směrem ale začíná pásmo Gazy s početnou arabskou (palestinskou) populací.
Dorot je na dopravní síť napojen pomocí lokální silnice číslo 334.

## Dějiny
Dorot byl založen v roce 1941. Šlo o jednu z pěti nových židovských osad, jež během toho roku vznikly v tehdejší mandátní Palestině. Jméno kibucu je akronymem jmen Dov, Rivka a Tirca. Dov Hoz, sionistický aktivista angažovaný v odborovém hnutí Histadrut, zemřel roku 1940 při dopravní nehodě spolu s ženou Rivkou a dcerou Tircou. Zakladateli kibucu byla skupina Židů z Německa, ke které se připojili Židé z Československa a Lotyšska. Usadili se zde 2. prosince 1941 během svátků chanuka. Roku 1942 proběhlo navrtání studny, které osadě zajistilo přívod pitné vody. V roce 1944 proběhla výstavba zemědělských objektů a také věžovitého vodojemu.
28. srpna 1947 provedla britská armáda rozsáhlou pětidenní razii v kibucech Dorot a Ruchama. Jejím cílem byly nelegální židovské sklady zbraní využívané v ozbrojených akcích proti britské správě. Během války za nezávislost v roce 1948 byl kibuc vystaven útokům egyptské armády. Děti a ženy musely být evakuovány. Koncem 40. let měl kibuc rozlohu katastrálního území 5 715 dunamů (5,715 kilometrů čtverečních).
Místní ekonomika je založena na zemědělství (polní plodiny, brambory, česnek, sadovnictví, produkce mléka) a průmyslu (zejména potravinářský průmysl). V roce 1978 zde bylo otevřeno kulturní středisko, roku 1985 přibyl plavecký bazén. Od roku 2000 v obci funguje malé muzeum s expozicí regionálních archeologických nálezů . V kibucu jsou k dispozici zařízení předškolní péče o děti.

## Demografie
Podle údajů z roku 2014 tvořili naprostou většinu obyvatel v Dorot Židé (včetně statistické kategorie „ostatní“, která zahrnuje nearabské obyvatele židovského původu ale bez formální příslušnosti k židovskému náboženství).
Jde o menší obec vesnického typu s dlouhodobě stagnující populací, která ale od roku 2008 narůstá. K 31. prosinci 2014 zde žilo 725 lidí. Během roku 2014 populace klesla o 0,5 %.
| Rok            | 1948 | 1961 | 1972 | 1983 | 1995 | 2001 | 2003 | 2004 | 2005 | 2006 | 2007 | 2008 | 2009 | 2010 | 2011 | 2012 | 2013 | 2014 |
| -------------- | ---- | ---- | ---- | ---- | ---- | ---- | ---- | ---- | ---- | ---- | ---- | ---- | ---- | ---- | ---- | ---- | ---- | ---- |
| Počet obyvatel | 274  | 361  | 415  | 520  | 544  | 505  | 477  | 457  | 453  | 422  | 444  | 454  | 651  | 685  | 732  | 718  | 729  | 725  |